# 백조자리 OB2-12
백조자리 OB2 #12는 지구로부터 백조자리 방향으로 약 5,740 광년 떨어져 있는 청색 초거성이다.

## 상세
백조자리 OB2 #12는 젊고 질량 큰 별들이 뭉쳐 있는 백조자리 OB2 성협의 구성원으로 지구로부터 약 5,740 광년 떨어져 있다. 이 별은 지구에서 바라볼 때 성간 먼지가 가시광선 대부분을 흡수하는 곳에 자리잡고 있다. #12는 원래 뜨겁고 푸른 색으로 빛나는 별이지만 이 먼지 때문에 심하게 적색화(化)된다. 따라서 #12는 적외선 영역에서 자세히 연구되어 왔다. 만약 이 별과 지구 사이에 시야를 가리는 물질이 없다면 #12는 데네브 정도 밝기(겉보기 등급 1.5)로 보일 것이고 옛날부터 인류에게 애칭을 받아 불려 왔을 것이다. 그러나 먼지 때문에 겉보기등급은 11.4에 불과하여 쌍안경이나 작은 망원경을 이용해야 볼 수 있다.
이 별은 극도로 밝아 절대복사등급(모든 전자기 복사)이 -10.9에 이르며 우리은하에서 아주 밝은 항성의 반열에 들어간다. 이 복사등급으로 계산한 #12의 광도는 대략 태양의 200만 배에 이른다. 다만 이 값은 처음 발견했을 때의 추정치에 비하여 절반 수준으로 떨어진 것이다. 현재 #12는 쌍성으로 보이며 동반성의 밝기는 주성의 10분의 1 정도이다. 쌍성의 궤도로부터 계산한 계의 총질량은 태양의 120배, 두 별의 공전 주기는 30년이다.
백조자리 OB2 #12 주변에는 보다 어두운 별 여럿이 있어 #12와 함께 소규모 성단을 구성하고 있는 것으로 보인다. 이 중 두 별은 스페클 간섭계를 이용해야 식별할 수 있다. 하나는 B형 주계열성이며 공전 주기는 100~200년이다. 겉보기 등급은 주성보다 2.3 등급 어둡고 주성으로부터 0.063" 떨어져 있다. 다른 하나는 주성보다 4.8 등급 어두우며 주성으로부터 1 각초 정도 떨어져 있다. 스펙트럼 분석 결과 분광 동반성은 찾지 못했다. 그러나 엑스선 방출을 분석한 결과 가까운 궤도상에 뜨겁고 밝은 동반천체가 있을 수 있는데, 이는 두 항성의 항성풍이 서로 충돌하면 엑스선이 만들어지기 때문이다.
백조자리 OB2 #12는 밝은 청색변광성(LBV) 후보이다. 이 별의 HR 도표상 위치, 광도, 스펙트럼 모두 LBV의 특징을 보여준다. #12는 0.3 등급 정도 겉보기 밝기가 변화하나 이는 LBV에서 나타나는 색상 변화와는 관련이 없어 보인다. #12의 분광형은 발견 이래 약간 변하였으나 일반적인 LBV가 보여주는 변화 수준에는 이르지 못한다.
가이아 계획의 2차 데이터 공개에서 나온 연주 시차로 백조자리 OB2 #12까지의 거리를 계산한 결과 대략 850 파섹(2771 광년)이 나왔다. 이 값은 백조자리 OB2 성협의 다른 별들까지의 거리와 일치하지 않는다. 그러나 가이아의 자료는 잡음을 막대하게 포함하고 있어 정확도가 떨어지는 것으로 보인다. 시차를 재는 초창기 수단들은 부정확하여 자료의 신뢰도가 떨어졌다.

## 같이 보기
- 질량이 큰 항성 목록